# Alahor in Granata
Alahor in Granata è un'opera seria (dramma per musica) in due atti, musicata da Gaetano Donizetti e rappresentata per la prima volta al Teatro Carolino (nel 1848 e poi dal 1860 Teatro Bellini) di Palermo il 7 gennaio 1826.

## Storia
Nel 1825, Donizetti aveva accettato il posto di direttore musicale del Teatro Carolino di Palermo. Infatti, la morte di Ferdinando I delle Due Sicilie il 4 gennaio di quell'anno aveva imposto la chiusura temporanea di tutti i teatri di Napoli in segno di lutto, mentre quelli di Roma erano ugualmente fermi a causa dell'Anno santo, e lo scarso successo riportato a Milano con Chiara e Serafina nel 1822 non permetteva al compositore di sperare molto da quella piazza. Egli quindi accettò il posto offertogli dalla capitale siciliana senza troppo entusiasmo, assicurandosi la direzione musicale per la stagione 1825-1826 e il titolo ufficiale di "maestro di cappella, direttore della musica e compositore di nuove opere", con un compenso di 45 ducati al mese. "Sala prestigiosa inaugurata nel 1809, il Teatro Carolino – così chiamato in onore della regina Maria Carolina – era divenuto, quindici anni più tardi, un'istituzione alla deriva, principalmente a causa dell'incompetenza del suo impresario".
Donizetti arrivò a Palermo il 6 aprile 1825, ma la compagnia di cantanti, che comprendeva il soprano Elisabetta Ferron, il tenore Berardo Calvari Winter (primo interprete del ruolo di Alamar ne L'esule di Granata di Giacomo Meyerbeer) e il baritono Antonio Tamburini, tardò a riunirsi, tanto che l'avvio della stagione dovette essere posticipato dal 21 aprile al 4 maggio. La sera dell'inaugurazione, l'orchestra offrì una performance talmente penosa che Donizetti, responsabile della preparazione musicale degli spettacoli, fu convocato dal duca di Serradifalco, sovrintendente degli spettacoli pubblici: in conseguenza di ciò, tre orchestrali vennero licenziati, e fu deciso di modificare la copertura della buca del suggeritore, che impediva ai cantanti di vedere bene il direttore d'orchestra. L'arrivo della primadonna Ferron, che si stava rimettendo con difficoltà da un parto, si fece attendere molto, tanto che si dovettero mettere in scena L'italiana in Algeri e Il barbiere di Siviglia di Rossini senza di lei. Tamburini fu il solo cantante a trovare una buona accoglienza presso il pubblico palermitano. La Ferron, finalmente arrivata, cantò in Il trionfo della musica, meglio conosciuto col titolo Che originali!, di Simon Mayr, senza suscitare grandi entusiasmi. L'impresario Morabito venne arrestato verso la fine del mese di agosto a seguito di una denuncia e passò un giorno in prigione. Il secondo basso, Antonio De Rosa, che Donizetti aveva ripreso durante una prova, aveva messo su uno scandalo e aveva poi rifiutato di scusarsi per aver insultato il compositore, e passò anche lui un giorno in prigione.
Fu in tale situazione, resa ancora più caotica dalla cronica mancanza di fondi, che Donizetti iniziò, verso la metà del mese di dicembre, le prove della nuova opera che si era impegnato a produrre per il Teatro Carolino. La situazione di tensione permanente metteva a dura prova i nervi del compositore, che si sfogava in una lettera al suo maestro Simon Mayr del 21 dicembre 1825. Rimandata a causa di un'indisposizione di Elisabetta Ferron, la prima di Alahor in Granata ha finalmente luogo il 7 gennaio 1826.
Il critico del giornale La Cerere scrisse il 9 gennaio che "la indifferenza osservata sinora ha avuto una scossa, ed il merito vero si è dovuto applaudire per una forza invincibile. Questo sobrio e delicato compositore ha la prudenza di attenersi al punto medio fra il bello dell'antica musica e gli slanci della nuova, quindi fa presagire per esso un'epoca di fama maggiore". Le rappresentazioni proseguirono fino al 25 gennaio, poiché il giorno successivo Elisabetta Ferron partì da Palermo. Lo stesso Donizetti lasciò la città il 14 febbraio, sebbene la stagione si chiudesse solo il 18, avendo papa Leone XII deciso di estendere il Giubileo del 1825 anche alla Quaresima del 1826.
L'opera fu ripresa sei mesi più tardi al Teatro San Carlo di Napoli con un cast di tutto rispetto che comprendeva anche Henriette Méric-Lalande, Luigi Lablache e Giovanni Battista Rubini. La prima era prevista inizialmente per il 21 giugno, ma le prove dovettero essere sospese per attendere l'arrivo del tenore Berardo Calvari Winter, che si trovava a Milano e che avrebbe dovuto debuttare a Napoli nel ruolo di Alamor, che aveva già sostenuto a Palermo. La prima napoletana ebbe finalmente luogo il 19 luglio, poco dopo quella di Elvida, e questa successione così ravvicinata di opere di soggetto simile, entrambe di ambientazione moresca, è forse la causa dello scarso successo ottenuto. Un'altra ripresa fu a Palermo nel 1830, dopo di che l'opera scomparve dalle scene per un secolo e mezzo, fino a che non fu recuperata a Siviglia nel 1998.
La partitura di Alahor in Granata fu a lungo ritenuta perduta, finché una copia della versione riveduta dal compositore Andrea Monteleone per la ripresa del 1830 fu scoperta nel 1970 a Boston, nella soffitta della Symphony Hall. Il 17 luglio 2023 nella biblioteca dell'istituzione siciliana a Palermo è stato ritrovato il manoscritto autografo.
Il libretto è di autore non identificato, e reca soltanto le iniziali "M.A.". Si tratta di un adattamento del libretto di Felice Romani per L'esule di Granata di Giacomo Meyerbeer, andato in scena per la prima volta il 12 marzo 1822 alla Scala di Milano, a sua volta trasposizione di quello di Étienne de Jouy per Les Abencérages, ou L'Étendard de Grenade (1813) di Luigi Cherubini. La fonte comune per tutti questi libretti, e altri ancora, era il romanzo poetico di Jean-Pierre Claris de Florian Gonzalve de Cordoue, ou Grenade reconquise (1791), così come in precedenza Zoraida di Granata di Donizetti si serviva del libretto di Luigi Romanelli per Abenamet e Zoraide (Milano, 1805) di Giuseppe Nicolini.

## Cast
| Ruolo                                         | Voce         | Interpreti della prima del 7 gennaio 1826 |
| --------------------------------------------- | ------------ | ----------------------------------------- |
| Zobeida, figlia di Mohamed, sorella d'Alahor  | soprano      | Elisabetta Ferron                         |
| Alahor, figlio di Mohamed                     | baritono     | Antonio Tamburini                         |
| Muley-Hassem, re di Granata                   | contralto    | Marietta Gioja Tamburini                  |
| Sulima, schiava favorita di Zobeida           | mezzosoprano | Carlotta Tomasetti                        |
| Alamor, capo della tribù zegra                | tenore       | Berardo Winter Calvari                    |
| Ismaele, finto confidente d'Alamar            | tenore       | Salvatore Patti                           |
| Coro di Zegris. Abeneeraghi. Soldati, popolo. |              |                                           |

## Trama
L'azione si svolge a Granada.

### Atto I
Ali, capo della tribù zegra, ha massacrato tutta la famiglia del capo della fazione rivale degli abenceraghi, tranne Alahor e Zobeida. Alahor è fuggito in esilio, ma Zobeida è invece rimasta, perché innamorata del re di Granata (aria Ah! ti sento, mio povero cor), Muley-Hassem, che è succeduto a suo fratello Ali alla morte di costui.
Hassem ritorna a Granata, fiero dei suoi trionfi (aria Ah! sì tanti affanni), ma la pace onorevole che ha concluso col nemico spagnolo sembra un atto di tradimento agli zegri. Il loro capo, Alamor, furioso perché Hassem ha rifiutato la mano di sua figlia, cospira per rovesciare il trono (aria Taci ancor). Affronta il re e, respinto da lui una seconda volta, giura vendetta (duetto Perfido, io no).
Tornato in incognito grazie a un travestimento per vendicare la morte di suo padre (aria Ombra del padre mio), Alahor s'introduce dentro il palazzo e rimprovera Zobeida (duetto De' miei splendori antichi).
Nel corso di una cerimonia ufficiale in cui Hassem annuncia le loro nozze imminenti, Zobeida si sente allora obbligata a respingere la sua mano.

### Atto II
Hassem tenta di ottenere da Zobeida una spiegazione per la sua condotta (duetto Ah! che per tanto adoro), ed ella gli rivela che Alahor è suo fratello.
Nel frattempo, Alahor si unisce alla congiura e si offre volontario per assassinare Hassem (Hassem cadrà fra poco). Ismaele, uno dei congiurati, rivela il piano ad Hassem, che accusa Alahor, ma, sentendo le sue ragioni, lo perdona (duetto A te d'innante mira). Ma, nel momento in cui Alahor benedice l'unione fra sua sorella e il re, gli uomini di Alamor attaccano. Alahor difende Hassem e Alamor viene arrestato. Zobeida può allora gioire nel vedere riuniti suo fratello e il suo amato nel suo rondò finale Confusa è l'alma mia.

## Struttura musicale
- Sinfonia

### Atto I
- N. 1 - Cavatina di Alahor Ombra del padre mio
- N. 2 - Coro e Cavatina di Alamar Dove l'antico onore - A che d'inutili voci e lamenti (Coro, Alamar, Ismaele)
- N. 3 - Cavatina di Zobeida Ah! ti sento, mio povero cor
- N. 4 - Coro e Cavatina di Hassem Pace, pace, degl'inni di pace - Ah! sì, da tanti affanni (Coro, Hassem)
- N. 5 - Duetto fra Hassem ed Alamar E' di natura istinto
- N. 6 - Duetto fra Alahor e Zobeida De' miei splendori antichi
- N. 7 - Finale I No che più vaga nel ciel l'aurora (Coro, Hassem, Alamar, Alahor, Zobeida, Ismaele, Sulima)

### Atto II
- N. 8 - Duetto fra Hassem e Zobeida Dunque è ver, che un rivale possiede
- N. 9 - Aria di Alamar Cadrai fra poco, o barbaro (Alamar, Coro)
- N. 10 - Duetto fra Hassem ed Alahor A te d'innante mira
- N. 11 - Rondò di Zobeida Confusa è l'alma mia (Zobeida, Alahor, Hassem, Sulima, Coro)

## Analisi
L'ouverture viene definita "particolarmente brillante" da Piotr Kaminski. Secondo lo stesso autore, invece, la struttura drammatica dell'opera "lascia a desiderare: la prima situazione "conflittuale" (il duetto Hassem/Alamor) non si verifica che a tre quarti del primo atto, ciò che precede questo confronto è costituito da numeri solistici per i quattro protagonisti e da scene decorative. Questo per altro fu dovuto al tenore, che pretendeva anche lui un posto in questa sfilata iniziale di arie spettacolari – lo ottenne... ma dalla penna del compositore locale Andrea Monteleone. La scrittura vocale obbedisce allo stile rossiniano, brillante e ornato, senza il tocco di malinconia che sarà il marchio di fabbrica di Donizetti. Le risorse teatrali del giovane maestro si manifestano comunque nella prima scena, nel vasto accompagnato di Alahor, così come nell'ampiezza degli insiemi".
"Se sono qui riuniti i quattro profili vocali tradizionali dell'opera seria, osserva Philippe Thanh, il contralto si ritaglia la parte del leone. Il ruolo di Hassem si inserisce nella tradizione dei grandi ruoli en travesti del bel canto romantico, da Arsace (Semiramide di Rossini) a Orsini (Lucrezia Borgia, che Donizetti comporrà sette anni più tardi)".
Come per molte altre sue partiture, Donizetti riciclerà certi passaggi di Alahor in Granata per le sue opere successive: Alahor in Granata è infatti la fonte da cui proviene la marcia militare che accompagna l'entrata in scena del sergente Belcore nell'atto I de L'elisir d'amore, mentre una parte del rondò finale di Zobeida fu ripresa nella versione del 1828 di Emilia di Liverpool.

## Brani celebri
- Ombra del padre mio (Alahor) (Atto I, Scena 1)
- Ah! ti sento, mio povero cor (Zobeida) (Atto I, Scena 3)
- De' miei splendori antichi (Alahor, Zobeida) (Atto I, Scena 9)
- A te d'innante mira (Hassem, Alahor) (Atto II, Scena 9)
- Confusa è l'alma mia (Zobeida) (Atto II, Scena 12)

## Discografia
| Anno | Cast (Zobeida, Alahor, Alamor, Hassem)                      | Direttore d'orchestra, orchestra e coro                                 | Etichetta                                                      |
| ---- | ----------------------------------------------------------- | ----------------------------------------------------------------------- | -------------------------------------------------------------- |
| 1999 | Patrizia Pace Simone Alaimo Juan Diego Flórez Vivica Genaux | Josep Pons Orquestra Ciudad de Granada Coro del Teatro de la Maestranza | CD Audio: Almaviva Ref.: DS 0125 (2 CD) registrazione dal vivo |